# Memoria y dignidad campesina
Memoria y dignidad campesina es un documental colombiano producido por la Asociación de Trabajadores Campesinos del Valle del Cauca (ASTRACAVA Tuluá), la Red de Derechos Humanos del Suroccidente Colombiano Francisco Isaías Cifuentes (REDDHFIC) y la Marcha Patriótica del Valle del Cauca. Fue estrenado el 5 de agosto de 2012 en el corregimiento La Moralia del municipio de Tuluá en el departamento del Valle del Cauca.
El documental fue realizado en zona rural del departamento del Valle del Cauca en los municipios de Buga y Tuluá. Con entrevistas a campesinos e imágenes de archivo, Memoria y dignidad campesina reconstruye los hechos de la llegada y arremetida paramilitar del Bloque Calima de las Autodefensas Unidas de Colombia (AUC), que durante los años de 1999 y 2004 asesinaron y desplazaron forzamente a miles de personas en el departamento del Valle del Cauca.
En Memoria y dignidad campesina los testimonios de la comunidad campesina evidencian la falta de justicia del Estado colombiano frente a los miles de crímenes cometidos, mientras políticos, sectores de la economía y militares, son vinculados por su complicidad con la llegada y accionar paramilitar del Bloque Calima.

## Ficha técnica
- Dirección y guion: Alexander Escobar.
- Producción: ASTRACAVA (Asociación de Trabajadores Campesinos del Valle del Cauca, subdirectiva Tuluá), Red de Derechos Humanos del Suroccidente Colombiano Francisco Isaías Cifuentes (REDDHFIC), Marcha Patriótica Valle del Cauca.
- Edición: Alexander Escobar.
- Trabajo de campo: ASTRACAVA Tuluá, Dianelys Hoyos, Carmen Rivera, Leidy Rivera, Jaime Hoyos, Carmenza Gómez.
- Cámara y foto fija: Alexander Escobar.
- Investigación: Red de Derechos Humanos Francisco Isaías Cifuentes, ASTRACAVA Tuluá, Alexander Escobar.
- Archivo fotográfico: Fondo Documental Jorge Eliécer Gaitán, El Tabloide, El País, El Tiempo, CPDH Valle, ANDAS, El liberal, El Espectador, Norbey Palacio Bolívar.
- Archivo audiovisual: Contravía, Noticiero 90 minutos, Noticias UNO, Así Fue, YouTube.
- Archivo sonoro: Norbey Palacio Bolívar.
- País: Colombia
- Año: 2012
- Duración: 57 min.

## Premios
Segundo lugar V Festival de Cine de Oriente 2012 